# Sportingbet
Sportingbet PLC — британский оператор электронных азартных игр. Компания котируется на Лондонской фондовой бирже и входит в FTSE SmallCap Index.

## История
Компания была основана Марком Бленфордом в 1997 году. В октябре 2004 года Sportingbet поглотила компанию Paradise Poker 7 сентября 2006 года компания Sportingbet сообщила, что её тогдашний председатель Питер Дикс был задержан в Нью-Йорке по ордеру на арест штата Луизиана во время его пребывания в США по делам, не связанным с онлайн играми. Луизиана является одним из немногих штатов, где есть закон, запрещающий азартные игры в интернете. В марте 2007 года все обвинения со стороны Луизианы были сняты.
В октябре 2006 года компания Sportingbet объявила, что Paradise Poker прекращает прием депозитов от клиентов в США, хотя большинству из них было позволено продолжить играть ещё месяц. Кроме того, компания Sportingbet продала весь бизнес по спортивным ставкам и казино, оперирующий в США, в том числе Sportsbook.com и Sports.com, группе частных инвесторов за $1, предположительно, с долгом около $13,2 млн.
В феврале 2007 года компания Sportingbet объявила о прекращении поддержки программного обеспечения Paradise Poker и миграции игроков оттуда на свою платформу Sportingbet Poker. До этого момента обе платформы имели примерно одинаковое количество игроков, но у платформы Sportingbet было больше ликвидности, поскольку эта платформа была частью более крупной сети. Бренд Paradise Poker был сохранен.
В октябре 2012 года компания Sportingbet объявила, что её совет директоров принял предварительные условия предложения о поглощении за £530 млн от британской букмекерской конторы William Hill.
9 октября 2020 года холдинг Entain получил лицензии на оперирование в Германии для четырёх своих брендов, среди которых числится SportingBet.

## Спонсорство
Компания спонсировала команду Вулверхэмптон Уондерерс из Чемпионата Футбольной лиги Англии с сезона 2009/10 по сезон 2013/14.
В 2014 году Sportingbet подписал соглашение с Евролигой, согласно которому компания стала официальным беттинг-партнёром лиги в Греции.